# Los Andes Peruanska Universitet
Los Andes Peruanska Universitet, UPLA, är ett peruansk privatägt universitet beläget i Huancayo i Junin.

## Organisation
Universitetet har följande sex fakulteter med tillhörande fakultetsnämnder:
- UPLA Medicin
- UPLA Vårdvetenskap
- UPLA Företagsekonomi
- UPLA Juridisk
- UPLA Pedagogik
- UPLA Ingenjörsvetenskap